# Ladislav Hrovat
Ladislav Hrovat s pravim imenom Jožef Hrovat, slovenski redovnik,  jezikoslovec in prevajalec, * 10. marec 1825, Zgornji Tuhinj, † 14. april 1902, Novo mesto.

## Življenjepis
Rodil se je očetu Martinu in materi Barbari (rojena Bestotnik). Hrovat je leta 1845 v Ljubljani maturiral, nato stopil v frančiškanski red in bil 1849 v Gorici posvečen. Od 1852 je na Dunaju študiral klasično filologijo in pri Franu Miklošiču slavistiko. Diplomiral je leta 1854 iz grščine in latinščine. Od leta 1859 je bil profesor na gimnaziji v Novem mestu.

## Delo
Hrovat je pisal predvsem o latinskem jeziku in grški književnosti ter prevajal iz obeh jezikov. Hrovat je avtor Latinske slovnice za slovensko mladež (1874). Pisal je o slovenskih slovničnih vprašanjih (rodilnik, oziralni stavki itd.) V zborniku Zlati vek... (1863) je prikazal slovenščino kot obredni jezik in začetke starocerkvenoslovenskega slovstva (obravnaval je tudi Brižinske spomenike); v razpravi Slovenski dom (1878) pa je orisal zgodovino slovenskega knjižnega jezika.